# Чрезвычайная ситуация в области общественного здравоохранения, имеющая международное значение

Флаг Всемирной организации здравоохранения

Чрезвычайная ситуация в области общественного здравоохранения, имеющая международное значение (англ. public health emergency of international concern, PHEIC) — официальная декларация Всемирной организацией здравоохранения (ВОЗ) о «чрезвычайном событии, которое определено как представляющее опасность в области общественного здравоохранения для других государств в результате международного распространения болезни и потенциально требующее скоординированного международного реагирования», сформулированная при возникновении ситуации «серьезной, внезапной, необычной или неожиданной», которая «имеет последствия для общественного здравоохранения за пределами национальной границы пострадавшего государства» и «может потребовать немедленных международных действий». В соответствии с Международными медико-санитарными правилами 2005 года (ММСП) государства обязаны по закону оперативно реагировать на PHEIC. Декларация опубликована Чрезвычайным комитетом (ЧК), разработанным после вспышки атипичной пневмонии в 2002—2003 годах, в состав которого входят международные эксперты, действующие в рамках ММСП (2005 год).
С 2009 года было принято семь деклараций PHEIC. Последними декларациями стали пандемия COVID-19, объявленная в 2020 году, и вспышка оспы обезьян в 2022 году.
ТОРС, оспа, полиомиелит дикого типа и любой новый подтип человеческого гриппа автоматически становятся PHEIC и, следовательно, не требуют решения ММСП, чтобы объявить их таковыми. PHEIC не ограничивается инфекционными заболеваниями и может включать чрезвычайную ситуацию, вызванную воздействием химического агента или радиоактивного материала. В любом случае, предел возможностей PHEIC — это «призыв к действию» и мера «последней инстанции».

## Предпосылки
Во всем мире существует множество систем эпидемиологического надзора и ответных мер раннего выявления и эффективного реагирования для сдерживания распространения заболеваний. Тем не менее, задержки по-прежнему происходят по двум основным причинам.
1. Задержка между первым случаем и подтверждением вспышки системой здравоохранения, которая сокращается с помощью хорошего контроля посредством сбора и оценки данных, а также принятия правильных организационным мер.
2. Задержка между обнаружением вспышки заболевания, выявлением широкого распространения, а затем объявлением ситуации с заболеванием международной проблемой[5].

Декларация, которая была разработана после вспышки атипичной пневмонии в 2002—2003 годов, была обнародована Чрезвычайным комитетом (ЧК), состоящим из международных экспертов, действующих в рамках ММСП (2005 год).
В соответствии с Международными медико-санитарными правилами 2005 года (ММСП) государства по закону обязаны оперативно реагировать на PHEIC. Рекомендации носят временный характер и требуют пересмотра каждые три месяца.

### Применение
С 2009 года было принято семь деклараций PHEIC: пандемия H1N1 (или свиного гриппа) 2009 года, декларация о полиомиелите 2014 года, вспышка лихорадки Эбола в Западной Африке в 2014 году, эпидемия лихорадки Зика 2015—2016 годов, продолжающаяся с 2018 года эпидемия лихорадки Эбола в Киву, пандемия COVID-19 в 2019—2023 годах, вспышка оспы обезьян в 2022 году.

## Определение
PHEIC определяется как
чрезвычайное событие, которое определено как представляющее опасность в области общественного здравоохранения для других государств в результате международного распространения болезни и потенциально требующее скоординированного международного реагирования 
Это определение обозначает кризис общественного здравоохранения, который потенциально может иметь глобальный характер, и подразумевает возникновение ситуации, которая является «серьезной, внезапной, необычной или неожиданной» и может потребовать немедленных международных действий.
PHEIC является «призывом к действию» и мерой «последней инстанции».

## Сообщение о потенциальной проблеме
У Государств Участников ВОЗ есть 24 часа, чтобы сообщить о потенциальных событиях PHEIC в ВОЗ. Для сообщения о потенциальной вспышке не обязательно членство в ВОЗ, поэтому отчеты в ВОЗ также могут быть получены в неофициальном порядке. В соответствии с ММСП (2005 г.) во всех странах были определены способы обнаружения, оценки, уведомления и передачи сведений о событиях во избежание PHEIC. Так же были разработаны меры по борьбе с рисками для здоровья населения.
Алгоритм принятия решения по ММСП помогает государствам-членам ВОЗ выявлять потенциальный PHEIC и необходимость уведомления ВОЗ об этой ситуации. ВОЗ следует уведомить в случаях, если можно ответить утвердительно на два из четырёх следующих вопросов:
- Серьёзно ли влияние этого события на здоровье населения?
- Событие необычное или неожиданное?
- Существует ли значительный риск для международного распространения?
- Существует ли значительный риск для ограничений международного передвижения или торговых перевозок?

Критерии PHEIC включают список болезней, которые всегда подлежат уведомлению. ТОРС, оспа, полиомиелит дикого типа и любой новый подтип человеческого гриппа всегда являются PHEIC и не требуют решения комитета ММСП, чтобы объявить их таковыми.
Эпидемии кошачьих, которые приковано внимание общественности, отвечают критериям PHEIC. При этом ЧК не были созваны, например, для эпидемии холеры на Гаити, применения химического оружия в Сирии или ядерной катастрофы на Фукусиме в Японии.
Дополнительная оценка для объявления PHEIC необходима для заболеваний, склонных к пандемии, включая, помимо прочего, холеру, лёгочную чуму, желтую лихорадку и вирусную геморрагическую лихорадку.
Объявление PHEIC может оказаться экономическим бременем для государства, столкнувшегося с эпидемией. Стимулы для объявления эпидемии отсутствуют, и PHEIC можно рассматривать как наложение ограничений на торговлю в странах, которые уже и так испытывают трудности.

## Чрезвычайный комитет
Чтобы объявить PHEIC, Генеральный директор ВОЗ должен принимать во внимание факторы, которые включают риск для человеческого здоровья и риск международного распространения, а также рекомендации международного комитета экспертов Чрезвычайного комитета ММСП (ЧК), один из которых должен быть экспертом, назначенным государством, в регионе которого происходит событие. Вместо того, чтобы быть постоянным комитетом, ЧК создается «по особому случаю».
До 2011 года имена членов ЧК ММСП публично не разглашались. Эти члены выбираются в зависимости от рассматриваемой болезни и характера события. Генеральный директор следует рекомендациям ЧК (после их технической оценки кризиса) с использованием правовых критериев и заранее определённого алгоритма, после анализа всех имеющихся данных о событии. После объявления PHEIC Чрезвычайный комитет даёт рекомендации о том, какие действия должны предпринять Генеральный директор ВОЗ и Государства Участники для преодоления кризиса. Рекомендации носят временный характер и требуют пересмотра по истечении трёх месяцев.

## События, не касающиеся инфекций
PHEIC не ограничиваются только инфекционными заболеваниями. Он может охватывать события, вызванные химическими веществами или радиоактивными материалами.
Возникновение и распространение устойчивости к антимикробным препаратам может стать спорным поводом для объявления PHEIC.